# Stadnina (Sieraków)
Stadnina, Sieraków-Stadnina – dawna miejscowość i gromada, obecnie niestandaryzowana część miasta Sieraków. Położona jest na wschód od sierakowskiej starówki, w rejonie ulicy Stadnina.
Miejscowość powiązana jest ze Stadem Ogierów Sieraków, jednostką hodowli koni, grupującą ogiery rozrodowe różnych ras, głównie gorącokrwistych. Jest to najstarsze stado ogierów na terenach Polski.

## Historia
Sieraków Stadnina to dawny obszar dworski. 1 sierpnia 1934 wszedł w skład nowo utworzonej zbiorowej gminy Sieraków w powiecie międzychodzkim w województwie poznańskim. 27 września 1934 utworzył gromadę w gminie Sieraków.
Po wojnie zachował przynależność administracyjną. W związku z reformą administracyjną kraju jesienią 1954 całą gromadę Sieraków Stadnina włączono do Sierakowa.